# Ernesto Bonino (calciatore)
Ernesto Bonino (La Spezia, 12 luglio 1899 – Lucca, 2 giugno 1984) è stato un calciatore italiano, di ruolo centrocampista o attaccante.

## Carriera
Fu fratello di Enrico ed Armando, che giocarono assieme a lui nella Lucchese. Giocava nel ruolo di ala sinistra.
Con la squadra toscana disputò la prima partita in Prima Categoria il 21 novembre 1920, in casa contro la Libertas Firenze (1-0).
In Nazionale esordì il 6 novembre 1921 contro la Svizzera e vi giocò 2 partite senza segnare alcuna rete.
Negli anni '50 allenò la Sandamianese.

## Statistiche

### Cronologia presenze e reti in nazionale
| Cronologia completa delle presenze e delle reti in nazionale ― Italia | Cronologia completa delle presenze e delle reti in nazionale ― Italia | Cronologia completa delle presenze e delle reti in nazionale ― Italia | Cronologia completa delle presenze e delle reti in nazionale ― Italia | Cronologia completa delle presenze e delle reti in nazionale ― Italia | Cronologia completa delle presenze e delle reti in nazionale ― Italia | Cronologia completa delle presenze e delle reti in nazionale ― Italia | Cronologia completa delle presenze e delle reti in nazionale ― Italia |
| Data                                                                  | Città                                                                 | In casa                                                               | Risultato                                                             | Ospiti                                                                | Competizione                                                          | Reti                                                                  | Note                                                                  |
| --------------------------------------------------------------------- | --------------------------------------------------------------------- | --------------------------------------------------------------------- | --------------------------------------------------------------------- | --------------------------------------------------------------------- | --------------------------------------------------------------------- | --------------------------------------------------------------------- | --------------------------------------------------------------------- |
| 6/11/1921                                                             | Ginevra                                                               | Svizzera                                                              | 1 – 1                                                                 | Italia                                                                | Amichevole                                                            | 0                                                                     |                                                                       |
| 26/02/1922                                                            | Torino                                                                | Italia                                                                | 1 – 1                                                                 | Cecoslovacchia                                                        | Amichevole                                                            | 0                                                                     |                                                                       |
| Totale                                                                |                                                                       | Presenze                                                              | 2                                                                     |                                                                       | Reti                                                                  | 0                                                                     |                                                                       |